# Paraschivești, Argeș
Paraschivești este un sat în comuna Priboieni din județul Argeș, Muntenia, România.